# سينك أكيول
سينك أكيول (بالتركية: Cenk Akyol)‏ مواليد 16 أبريل 1987، هو لاعب كرة سلة تركي ويحمل الرقم 17. يبلغ طوله 6 قدم 5.5 بوصة (2.0 م).

## فرق لعب لها
- غلطة سراي لكرة السلة

## الميداليات
| الميدالية | المسابقة                         |
| --------- | -------------------------------- |
| فضية      | بطولة كأس العالم لكرة السلة 2010 |

## روابط خارجية
- سينك أكيول على موقع الاتحاد الدولي لكرة السلة (الإنجليزية)
- سينك أكيول على موقع الدوري الأوروبي لكرة السلة (الإنجليزية)
- سينك أكيول على موقع سبورتس رفرنس (الإنجليزية)
- سينك أكيول على موقع كرة السلة الأوروبية.كوم (الإنجليزية)
- سينك أكيول على موقع DraftExpress.com (الإنجليزية)
- سينك أكيول على موقع ريلجم (الإنجليزية)
- سينك أكيول على موقع بروبوليرز (الإنجليزية)
- سينك أكيول على موقع سبورتس رفرنس (الإنجليزية)